# Simón Macabeo

El reino en el 143 a. C. (en oscuro) y las conquistas de Simón Macabeo (en claro).

Simón Macabeo fue sumo sacerdote de los judíos, hijo de Matatías (el primer dirigente de la Revuelta de los Macabeos en 167 a. C.). Sucedió a su hermano Jonatán Macabeo, posiblemente cuando este fue hecho prisionero en 143 a. C., y definitivamente cuando murió el 142 a. C.

## Antecedentes
Alejandro Balas, un joven aventurero procedente de la región de Esmirna, consiguió derrotar al rey seleúcida Demetrio I. Sin embargo, el hijo de Demetrio I, Demetrio II Nicátor, logró vencerlo en la batalla del Enóparo. 
Un militar llamado Diodoto Trifón, se rebeló contra Demetrio II Nicátor y proclamó como rey al niño Antíoco VI Dioniso, hijo de Alejandro Balas. En el año 140 a. C., Diodoto Trifón, lo envenenó y se proclamó rey por derecho propio.

## Bajo el reinado del rey Demetrio II
Simón se declaró favorable a Demetrio II Nicátor (147 a. C.-138 a. C.), quien gobernaba en la parte oriental del reino, el cual lo confirmó, a su vez, como Sumo Sacerdote. Demetrio II Nicátor y Simón pudieron recuperar Gaza, que había caído poco antes en manos de Diodoto Trifón. 
Demetrio II Nicátor marchó en guerra contra el rey de Partia, Mitrídates I, pero fue derrotado en 139 a. C., con lo cual la provincia babilonia del Imperio seléucida pasó al poder de los partos, si bien Siria quedó firmemente bajo el poder de la dinastía seleúcida.
Muchas guarniciones seléucidas, que dudaban o eran leales a Demetrio, se declararon en favor de Diodoto. Sin embargo, la guarnición seléucida de Jerusalén, leal a Diodoto, se sometió a Simón quién se proclamó independiente con el título de etnarca de los judíos.

## Independencia de Judea
Una resolución, adoptada en 141 a. C., por una gran asamblea "de los sacerdotes y el pueblo y de los ancianos de la tierra" determinó que Simón sería el líder (nasí, «principe») y sumo sacerdote de Judea “...hasta que se levante un profeta”.  El Senado romano otorgó el reconocimiento por parte de la República romana al nuevo gobernante alrededor del año 139 a. C., cuando la delegación que representaba a Simón estaba en Roma. De esta manera , Simón creó un estado virtualmente independiente.

## Bajo el reinado del rey seléucida Antíoco VII
El nuevo rey Antíoco VII Sidetes no aceptó la independencia virtual de Judea y envió un ejército dirigido por el general Cendebeo. Simón, ya muy viejo, encargó la lucha a sus hijos Judas y Juan Hircano quienes derrotaron al seléucida y lo expulsaron hacia el norte.
Poco después, Ptolomeo, gobernador de Jericó y yerno de Simón, en combinación con Antíoco Sidetes, formó una conspiración para conseguir el gobierno de Judea y en un banquete capturó a Simón y lo ejecutó (135 o 134 a. C.) junto con dos hijos: Judas y Matatías. El tercer hijo, Juan Hircano, pudo escapar y se proclamó sumo sacerdote.
| Predecesor: Jonatán Macabeo | Sumo Sacerdote de Judea 142 a. C.-135 a. C. | Sucesor: Juan Hircano I |